# 추쩌

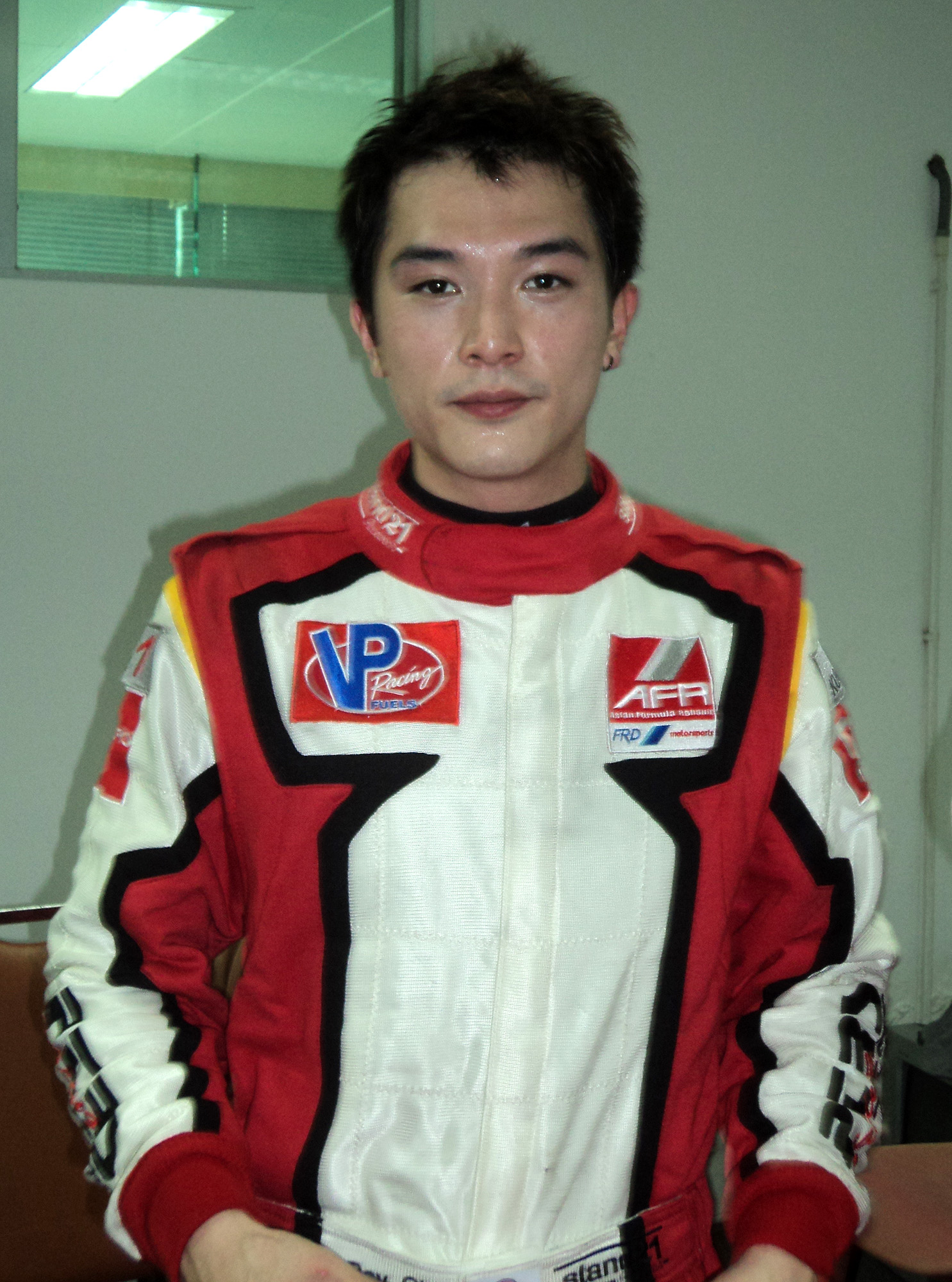

구택(중국어 간체자: 邱泽, 정체자: 邱澤, 병음: Qiū zé 추쩌[*], Roy Chiu, 1981년 10월 14일 ~ )은 대만의 가수, 배우, 텔레비전 배우, 영화배우, 레이스카 드라이버이다.
중화민국에서 태어났다.

## 방송
- 원래1가인
- 곤석애정고사
- 필취여인
- 라사소저요출가
- 애정수성료

## 영화
- 어느 영화감독의 고군분투기 (2019년)
- 원래1가인 (2016년)
- 곤석애정고사 (2016년)
- 필취여인 (2015년)
- 낭만천강 (2015년)
- 굿 럭! 보이 (2013년)
- 라사소저요출가 (2012년)
- 애정진선미 (2011년)
- 하가삼천금 (2011년)
- 애정수성료 (2011년)
- 달려라! 오피스걸 (2011년)
- 무해가격지 고수여림 (2011년)
- 가기여몽 (2010년)
- 복기우안강 (2009년)
- 애도저 (2009년)